# Ca l'Humet
Ca l'Humet és un edifici del municipi d'Hostalric (Selva) que forma part de l'Inventari del Patrimoni Arquitectònic de Catalunya.

## Descripció
És una casa entre mitgeres, situada al nucli urbà, al carrer Verge dels Socors. De planta rectangular, consta de planta baixa i dos pisos. Coberta amb teula àrab. Façana arrebossada i pintada amb un color molt suau. Portal amb brancals i llinda de pedra, amb un arc carpanell rebaixat. A cada pis hi ha un balcó amb barana de ferro i amb portes Amb brancal i llinda de pedra.